# Marumba chinensis
Marumba chinensis är en fjärilsart som beskrevs av Clayton Dissinger Mell 1922. Marumba chinensis ingår i släktet Marumba och familjen svärmare. Inga underarter finns listade i Catalogue of Life.